# Bortigali
Bortigali (sardinsky: Bortigàle) je italská obec (comune) v provincii Nuoro v regionu Sardinie. Nachází se ve výšce 510 metrů nad mořem a má přibližně 1 200 obyvatel. Rozloha obce je 67,33 km².